# Zona protectora de Maracaibo
La Zona Protectora de Maracaibo es una franja territorial de unas 20.000 hectáreas que rodea a la ciudad de Maracaibo en Venezuela, a modo de cinturón verde (green-belt) para coadyuvar en la contención de la expansión urbana y la protección de recursos naturales que rodean a la ciudad. Fue decretada por la Presidencia de la República de Venezuela a finales de 1980, y permanece como territorio bajo jurisdicción del Ministerio de Poder Popular para el Ambiente y los Recursos Naturales de Venezuela.
La Zona Protectora de Maracaibo califica dentro de las denominadas Áreas Bajo Régimen de Administración Especial, en el marco jurídico de la legislación territorial venezolana.